# Линте
Линте (нем. Linthe) — община в Германии, в земле Бранденбург.
Входит в состав района Потсдам-Миттельмарк. Подчиняется управлению Брюк. Население составляет 903 человека (на 31 декабря 2010 года). Занимает площадь 29,55 км².
Коммуна подразделяется на 3 сельских округа.
| Год  | Население |
| ---- | --------- |
| 2005 | 969       |
| 2010 | 912       |